# Sōka
Sōka (草加市?, Sōka-shi) è una città giapponese della prefettura di Saitama.